# Wonder Cave

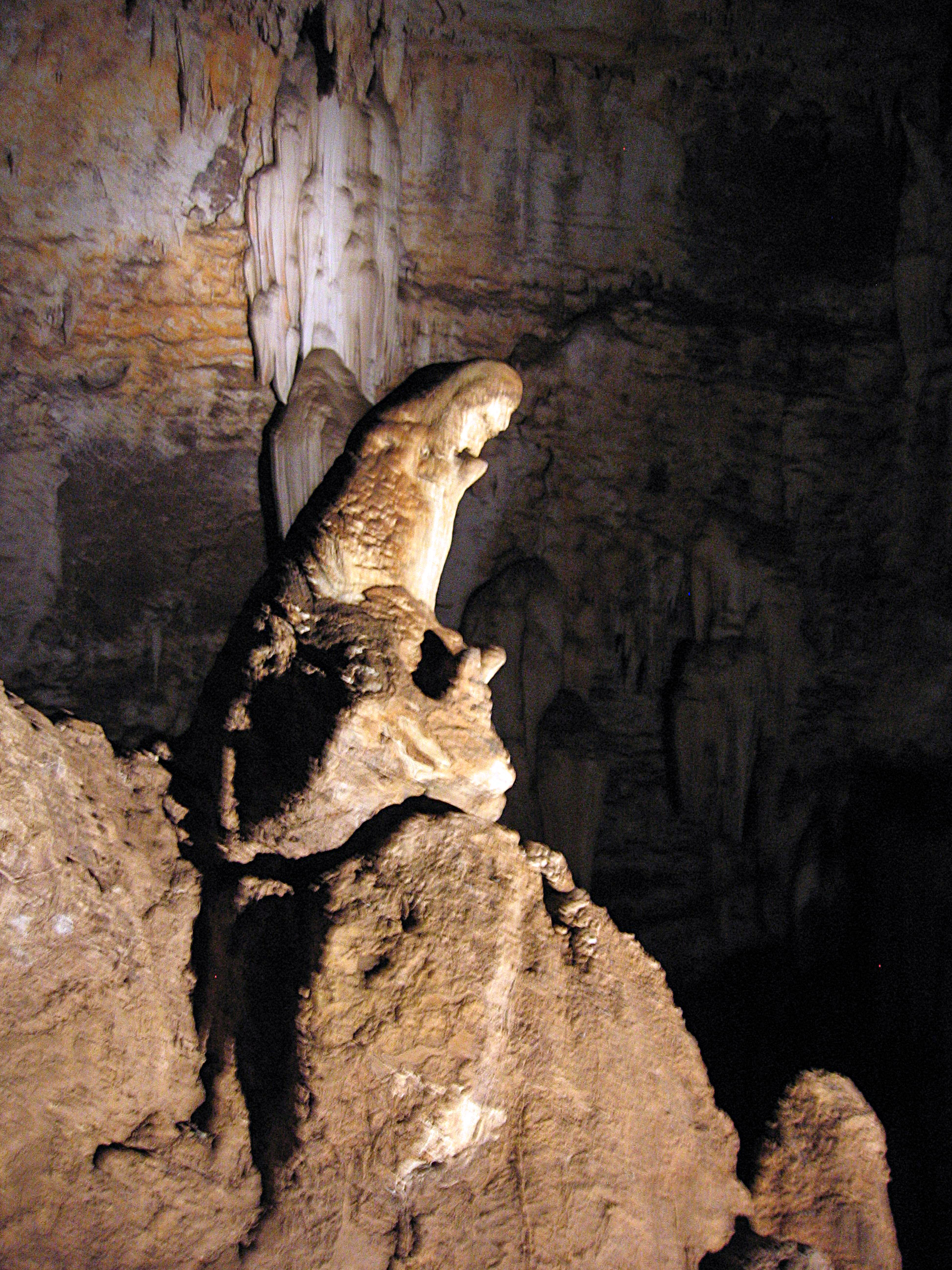
La Praying Mary.

Wonder Cave, dans le parc de Kromdraai, Gauteng, Afrique du Sud, est la troisième plus grande grotte du pays, âgée de 2,2 GA. L'unique cavité fait 46 000 m2, 125 m de long et 154 m de large,,.
Elle fut découverte à la fin du xixe siècle par des mineurs qui dynamitèrent et creusèrent le calcaire. Les opérations minières furent stoppées par la seconde guerre des Boers et ne reprirent jamais.
La grotte abrite quatorze formations de stalactites et de stalagmites, allant jusqu'à 15 mètres de haut, dont 85 % sont encore en croissance. 
Elle fait partie du site du berceau de l'humanité, inscrit au patrimoine mondial de l'humanité.
La grotte, de 60 mètres de profondeur, est accessible par ascenseur. 